# Eremiaphila kheychi
Eremiaphila kheychi è una specie di mantide religiosa appartenente al genere Eremiaphila nativa delle zone dell'Egitto.